# Monte di Pietà (Napulj)
Palazzo Monte di Pietà je povijesna građevina smještena uz Spaccanapoli u Napulju, Italija. U njemu se nalazila Gora pobožnosti, kršćanska banka u Napulju.

## Povijest
Monte di Pietà osnovan je 1539. godine, nakon što je car Karlo V. izdao edikt o protjerivanju Židova posvećenih lihvarstvu. Crkva je srednjovjekovnim kršćanima zabranila posuđivanje novca uz zaradu, iako se ta zabrana često ignorirala u trgovačkim središtima poluotoka. Kao odgovor na edikt iz 1539., neki aristokratski Napuljci (Aurelio Paparo, Gian Domenico di Lega i Leonardo Palma) osnovali su neprofitnu organizaciju za posuđivanje novca.
Godine 1574. trgovac Bernardino Rota oporukom je ostavio Monte di Pietà iznos od pet stotina dukata. Osnovana je bratovština za upravljanje zalagaonicom koja je 1592. kao prvo mjesto imala Palazzo Carafa d'Andria, ali je nedostajalo prostora za kupnju za novi dom, palaču Girolama Carafe.
Između 1597. i 1603. Gian Battista Cavagna, u suradnji s Giovannijem Giacomom Di Confortom i Giovannijem Colom di Francom, sagradio je palaču sa susjednom kapelom u manirističkom stilu. Tijekom Masaniellova ustanka, zalaganjem Giulia Genoina palača je pošteđena od paleži od strane revolucionara. Godine 1786. slučajni požar uništio je arhive i umjetnine Banke; kapela je ipak izbjegla požar.
Portal ima stupove dorskog reda. U entablaturu se upisuju tri triglifa koji stvaraju dva prazna prostora u frizu, u tim praznim prostorima nalaze se dva natpisa od kojih je jedan datum početka radova:

## Kapela
Pročelje kapele inspirirano je pročeljem crkve Sant'Andrea u Via Flaminiji u Rimu, koju je dizajnirao Vignola. Flankirajući ulaz, između dva para pilastara jonskog reda nalaze se dvije niše sa kipovima Pietra Berninija, oca slavnog rimskog kipara Gian Lorenza, koji predstavljaju dobročinstvo i sigurnost. U timpanonu je Pietà Michelangela Naccherina s dva anđela Tommasa Montanija.
Svod kapele freskama je oslikao grčki slikar Belisario Corenzio, s desne strane je slika Ippolita Borghesea, s lijeve strane slika koju je započeo Girolamo Iparato, a dovršio Fabrizio Santafede, a u sredini, iza glavnog oltara, Polaganje Santafede. Grobnica kardinala Acquavive (1617.) Cosima Fanzaga nalazi se u antisakristiji. Sakristija je u prvoj polovici 18. stoljeća ukrašena stropnim alegorijskim freskama Giuseppea Bonita u pozlaćenom okviru. S desne strane vrata vode do Hall of Cantoniere, još jednog primjera umjetnosti 17. stoljeća, s popločanim podom i freskama; vrijedni su pažnje portreti Charlesa III od Bourbona i njegove žene Marije Amalije. Također, u prostoriji se čuva i Naccherinova drvena Pietà iz 17. stoljeća.

### Unutrašnjost kapele
- Interijer
- Freske
- Pietà (Michelangelo Naccherino)
- Freske
- freske (Giuseppe Bonito)
- Grobnica kardinala Acquaviva (Fanzago)

## Vanjske poveznice
|  | Zajednički poslužitelj ima još gradiva o temi Monte di Pietà (Napulj) |